# The Way Back (filme de 2020)
The Way Back (br: O Caminho de Volta) é um filme de drama estadunidense de 2020 dirigido por Gavin O'Connor e escrito por Brad Ingelsby. É estrelado por Ben Affleck, Al Madrigal, Michaela Watkins e Janina Gavankar.
O filme foi lançado nos cinemas nos Estados Unidos em 6 de março de 2020, pela Warner Bros. Pictures. Em resposta à pandemia de COVID-19 que causou o fechamento de cinemas em todo o mundo, a Warner Bros. disponibilizou o filme para ser adquirido digitalmente em 24 de março de 2020. O filme recebeu avaliações geralmente positivas dos críticos, com o desempenho de Affleck sendo elogiado.

## Elenco
- Ben Affleck como Jack Cunningham
- Al Madrigal como Dan
- Michaela Watkins como Beth
- Janina Gavankar como Angela
- Glynn Turman como Doc
- Todd Stashwick como Kurt
- Brandon Wilson como Brandon Durrett
- Charles Lott Jr. como Chubbs Hendricks
- Will Roppcomo as Kenny Dawes
- Hayes MacArthur como Eric
- Rachael Carpani como Diane
- Marlene Forte como Gale
- Melvin Gregg como Marcus Parrish
- Chris Bruno como Sal DeSanto
- Dan Lauria como Gerry Norris

## Recepção
No Rotten Tomatoes, o filme tem um índice de aprovação de 84% baseado em 189 resenhas, com uma classificação média de 6,80/10. O consenso crítico do site diz: "O tratamento ocasionalmente frustrante de The Way Back de uma história estereotipada é frequentemente superado pelo excelente trabalho de Ben Affleck no papel central". No Metacritic, o filme tem uma pontuação média ponderada de 66 em 100, com base em 40 críticas, indicando "avaliações geralmente favoráveis".